# Macrocentrus nidulator
Macrocentrus nidulator är en stekelart som först beskrevs av Christian Gottfried Daniel Nees von Esenbeck 1834.  Macrocentrus nidulator ingår i släktet Macrocentrus och familjen bracksteklar. Arten är reproducerande i Sverige. Inga underarter finns listade i Catalogue of Life.